# Merlino (miniserie televisiva)
Merlino (Merlin) è una miniserie televisiva in due puntate prodotta nel 1998 e diretta da Steve Barron. Basata sui personaggi del ciclo arturiano, racconta la leggenda di Re Artù vista dalla parte del mago Merlino, interpretato da Sam Neill. Al suo fianco un ricco cast, tra cui Miranda Richardson, Isabella Rossellini, Helena Bonham Carter, Rutger Hauer e Martin Short.
La miniserie, che si scosta ampiamente dalle versioni tradizionali della storia, non solo per l'introduzione di nuovi personaggi ma anche per i notevoli cambi nella trama, è stata trasmessa in Italia il 27 e 29 ottobre 1998 in prima serata su Canale 5, conquistando 6.274.000 telespettatori.

## Trama
VI-IX secolo d.C.: re Costantino, il primo re britannico di fede cristiana, è stato appena ucciso dal principe Vortigern, un uomo senza scrupoli che si spinge ad uccidere uomini e persino bambini, vecchi e donne pur di riuscire ad usurpare il trono. La regina Mab, regina del vecchio mondo (quello delle antiche credenze britanniche dell'impossibile e della magia) chiede aiuto alla sorella, la Dama del Lago, per riportare agli antichi culti le persone ormai sempre più sulla via della cristianizzazione. Il cristianesimo infatti si fa avanti prepotentemente e Mab non vuole essere dimenticata, poiché in tal caso sparirebbe dalla faccia della Terra. Incassato il rifiuto della sorella, Mab torna nel suo regno con il suo fedele aiutante Frik, uno gnomo di statura elevata esperto nella magia con le mani e nel trasformismo. Qui Mab dà la vita a un nuovo bambino, che quando sarà il momento aiuterà Mab nel suo scopo di tornare potente: Merlino.
Alla nascita dunque di quest'ultimo, sua madre muore a causa del sacrificio imposto da Mab, che non può dare vita senza toglierla a qualcuno. Ambrosia, amica fedele della madre di Merlino, le promette sul letto di morte di prendersi cura del bambino. Ambrosia, però, ha anche un segreto: in passato è stata una credente della vecchia religione, prima di passare al cristianesimo. Mab fa visita ad Ambrosia, che non può far altro che accudire Merlino finché non sarà il momento per lui di andare ad apprendere la magia.
Passano alcuni anni e Merlino, diventato un bel giovane, ha nei boschi l'incontro che cambierà la sua vita: Nimue, la figlia di lord Ardente, un alleato di re Vortigern. Nimue finisce nelle sabbie mobili e Merlino riesce a salvarla in una maniera impensabile per lui: il ramo che aveva in mano per salvare la bella ragazza cresce a suo comando. Tornato a casa, Merlino racconta tutto ad Ambrosia che, triste, gli racconta tutto sulla regina Mab e sul potere magico che lui possiede, rivelandogli che deve sottostare al volere della regina, almeno finché non sarà in grado di combatterla. Merlino intraprende un lungo viaggio e grazie alla nave inviata proprio da Mab e guidata da Frik, il ragazzo entra nel regno della magia. Qui, Mab gli rivela lo scopo per cui è stato creato, mentre Frik lo introduce alla magia, portandolo al secondo livello della scala dei maghi: Merlino è in grado di fare magia con le mani, ma non ancora solo con la forza del pensiero, come invece è in grado la potente Mab. Tuttavia il giovane è triste, non si applica negli studi della magia e vuole tornare a casa. La Dama del Lago, anche per dispetto nei confronti della sorella, rivela a Merlino come sia morta sua madre e di come Mab non abbia fatto niente per salvarla: così, sempre aiutato dalla Dama, Merlino torna a casa, per stare vicino ad Ambrosia. Arrivato a casa però, la trova in fin di vita a causa di Mab, che credeva di poter riportare Merlino nel suo regno. Dopo aver sepolto Ambrosia, vicino alla madre, Merlino fa un patto di sangue: non utilizzerà mai la magia se non per combattere Mab.
Trascorrono diversi anni d Merlino è diventato ormai un uomo, il quale un giorno viene raggiunto dall'indovino di re Vortigern, il cui castello in costruzione continua a crollare. Mab ha detto all'indovino che per rendere utilizzabile il terreno per il castello, serve il sangue di un uomo che non abbia padre mortale, guarda caso, Merlino. Il mago evita di morire facendo capire a Vortigern che il terreno non è utilizzabile a causa di una caverna di acqua presente dentro la montagna. All'improvviso, Merlino ha una visione: due draghi, uno rosso e uno bianco, che combattono e il rosso vince. Vortigern decide d'imprigionare Merlino, che gli potrà essere utile per stanare i suoi avversari, e durante la sua prigionia Merlino incontra di nuovo Nimue, che Vortigern aveva imprigionato per far sì che lord Ardente non si potesse unire al principe Uther, grande combattente che voleva distruggere il regno del re tiranno. Nimue convince Vortigern a lasciare che Merlino possa respirare aria fresca per non nuocere alla sua salute e, un giorno, Nimue racconta al mago delle leggende sul Sacro Graal e su Avalon.
Mab, però, vuole che Merlino torni a usare la magia e, con l'inganno, convince Vortigern a sacrificare Nimue al grande drago, dietro la promessa che così facendo potrà battere Uther. Mab chiede però una cosa: Merlino dovrà assistere alla scena. Nel bosco, Merlino si risveglia legato a un albero mentre, davanti a sé, il Drago sta per uccidere Nimue. Il mago riesce a liberarsi e, contro la sua promessa, usa la magia per imprigionare il drago. Questo però non basta: prima di cadere a terra, il drago sputa alito di fuoco verso Nimue, che sviene. Merlino decide così di portare la sua amata ad Avalon, dove sorge un convento di cristiani che saranno in grado di curare le ustioni della ragazza, che però rimarrà sfigurata. Merlino, allora, fa visita alla Dama del Lago, alla quale chiede aiuto per battere Vortigern, che ormai è diventato un suo nemico. La Dama dona allora al mago Excalibur, la spada invincibile del giusto re.
Per sbarazzarsi di Vortigern, Merlino decide di collaborare con il principe Uther. Dopo una sanguinosa battaglia in cui il mago riesce finalmente ad uccidere Vortigern, Uther riceve Excalibur con la promessa di essere il giusto re. Non è però così: a poco tempo dalla sua incoronazione, Uther rimane incantato dalla bellezza di lady Igraine, moglie di lord Cornwall, alleato del re. Uther, che vuole assolutamente avere anche solo per una notte la donna di Cornwall, comincia addirittura una guerra contro di lui. Merlino, resosi conto d'aver errato nell'affidare Excalibur ad Uther, decide di conficcare la spada in una roccia, sotto la guardia del Signore della Montagna, un essere antico e immortale fatto di pietra, che la custodirà finché un uomo degno di diventare re non proverà a estrarla.
Uther, intanto, continua la sua guerra per conquistare la fortezza di Cornwall, Tintagel. Merlino, che decide di sfruttare la situazione a suo vantaggio, decide d'assecondare le voglie di Uther, facendogli assumere le sembianze di Cornwall cosicché possa giacere con lady Igraine per una notte. Morgana, figlia di Cornwall ed Igraine, riesce a vedere oltre l'inganno del mago e perciò tenta d'avvisare la madre, senza riuscirci. Lo scopo di quella notte, per Merlino, è uno solo: che Uther concepisca un figlio con lady Igraine. Quel figlio sarà allevato dal mago, che lo precetterà al giusto e lo farà diventare un buon re. Da quella relazione di una notte, infatti, nasce Artù.
Merlino alleva Artù insieme a sir Hector, insegnandogli l'etica ed i principi morali. Dopo diversi anni, a Merlino arriva la notizia che stava aspettando: re Uther, che nel frattempo era impazzito, si è suicidato e ora si sta cercando un erede al trono. Merlino rivela la verità ad Artù, che decide di partire per prendere Excalibur e salire sul trono. Mab cerca di ostacolarli in tutti i modi, dapprima con dei mostri, messi però in fuga dal mago, e poi cercando di convincere il Signore della Montagna a non lasciar estrarre la spada, il quale invece finirà per cederla al ragazzo poiché , a suo dire, gli uomini non potranno dimenticarlo come faranno con lei. Convinti tutti i nobili del regno, Artù diventa il nuovo re d'Inghilterra e comincia così la costruzione della sua città perfetta, Camelot. La mossa di Mab, però, non si fa aspettare: con l'aiuto di Frik, inganna Morgana, ormai donna, desiderosa di riprendersi ciò che Uther, Artù e Merlino le hanno tolto, ossia il trono. Sotto le sembianze di una donna bellissima, Morgana ha un rapporto sessuale con Artù spacciandosi per la regina di Borocelzia. Merlino, venuto a conoscenza della notte passata che Artù, inconsapevolmente, ha trascorso con la sorellastra, avverte il re del pericolo in cui si è messo: Morgana darà alla luce un figlio, che potrà far cadere nel baratro il regno e distruggere tutto quello che i due avevano faticosamente costruito.
Alcuni anni dopo, Artù, sposatosi nel frattempo con Ginevra, parte alla ricerca del Sacro Graal ed ha bisogno di un prode cavaliere che difenda il regno e la regina durante la sua assenza. Merlino chiede ancora una volta aiuto alla Dama del Lago, che gli consiglia di andare a Joius Gaad, dove potrà trovare un uomo dal cuore puro che possa difendere Camelot: sir Lancillotto. Artù parte e Merlino, sin dai primi momenti, capisce come si stia sviluppando qualcosa di serio tra la regina e Lancillotto, e gli consiglia di stare attenti e d'interrompere sul nascere quella che sembrava una relazione. Contemporaneamente, Merlino deve anche riparare al danno provocato da Morgana: il mago decide di andare al castello della famiglia dei Le Fey, dove vive Morgana con suo figlio, Mordred. Merlino supplica Morgana di non iniziare Mordred alle antiche pratiche della magia ma, all'improvviso, compaiono Mab e Frik. Mab, infatti, si sta lavorando Mordred, rendendolo un bambino viziato e accontentandolo con tutto quello che vuole, mentre Frik si è innamorato di Morgana. Merlino capisce che non può fare niente per impedire a Mordred di cercare di strappare il trono ad Artù e decide pertanto di tornare da Nimue, ad Avalon, dove la donna riceve, a insaputa del mago, una proposta da Mab: ella riavrà la sua bellezza se andrà a vivere nel bosco con Merlino, togliendo quindi dai piedi di Mab il suo nemico. A Camelot, intanto, Lancillotto e Ginevra consumano il loro amore.
Artù, dopo diversi anni, torna a Camelot, dove trova molte sorprese. Mordred, ormai uomo (cresciuto velocemente anche grazie alla magia di Mab), reclama il suo diritto al trono e gli rivela la relazione tra Ginevra e Lancillotto, scappato da Camelot. La Tavola Rotonda si spacca così in due fazioni: chi resta fedele ad Artù e chi vuole Mordred, che promette democrazia nel suo regno. Ginevra, malgrado la contrarietà di Artù, viene mandata al rogo, anche se non morirà, grazie al tempestivo intervento di Lancillotto, tornato per salvare la donna che ama.
La mancata morte di Ginevra (aiutata anche dalla pioggia invocata magicamente da Merlino) fa scoppiare un caso diplomatico, cui Mordred ne approfitta per dichiarare apertamente guerra ad Artù. Merlino, che non viene ben visto da alcuni fedeli di Artù, decide di farsi da parte, andando a vivere con Nimue nella casetta nel bosco, frutto dell'incantesimo di Mab. Comincia la guerra: dalla parte di Artù si è schierato anche Frik, mosso dall'odio verso Mab che ha ucciso Morgana. Sul finire della battaglia, si incontrano Artù e Mordred, che si feriscono a morte. Merlino, che percepisce il bisogno di aiuto di Artù, abbandona Nimue ma a sua insaputa la montagna, a causa della magia di Mab, si chiude, impedendo in futuro a Merlino di ricongiungersi con la donna amata.
Merlino raggiunge Artù che, in fin di vita, gli consiglia di riportare Excalibur alla Dama del Lago. Qui la Dama rivela a Merlino il suo fatale errore: l'uomo dal cuore puro non era sir Lancillotto, ma Galahad, figlio del cavaliere. Frik, eterno nemico/amico del mago, suggerisce a Merlino di affrontare Mab, che ormai è allo stremo delle forze. Dopo una dura lotta a colpi di magia nella sala della Tavola Rotonda di Camelot, Merlino ripensa alle parole di Mab: «Finché non verrò dimenticata, continuerò a esistere». E così Merlino viene a capo della vera maniera di sconfiggerla: dimenticandola, insieme a Frik, i cavalieri e le persone che stavano assistendo alla lotta tra i due maghi. Mab è morta, ma anche Merlino ha perso tutto: Artù, Nimue e perfino la stessa donna che gli aveva dato vita, cioè Mab.
Il vecchio Merlino, che finora era stato il narratore delle sue gesta, conclude con un Galahad ormai adulto che, diventato cavaliere, ha trovato il Graal e portato finalmente la pace, ed infine incontra Frik, diventato anch'egli anziano a causa della perdita dei propri poteri, che gli rivela che la montagna magica è scomparsa dopo qualche anno dalla morte di Mab. Merlino corre così alla ricerca di Nimue che, ancora nella capanna dove l'aveva abbandonata, stava trascorrendo gli ultimi giorni della sua vita. Ricongiuntosi dopo così tanto tempo, l'anziano mago decide, per recuperare quello che aveva perso in una vita di sofferenze e rinunce, di usare un'ultima volta la propria magia, invocando un suo incantesimo di ringiovanimento, che riporta lui e Nimue nel fiore degli anni, pronti a vivere finalmente insieme una seconda vita.

## Sequel
Nel 2006 è stato prodotto un sequel non canonico intitolato Merlino e l'apprendista stregone. Sam Neill interpreta nuovamente il grande mago Merlino ma, a parte il ritorno di Miranda Richardson (nel ruolo della Dama del Lago), il resto del cast è completamente rinnovato, anche a causa degli eventi cronologici raccontati, che si svolgono cinquant'anni dopo la fine della miniserie e che risultano incongruenti con la conclusione della trasposizione originale.